# Ioánnis Plakiotákis
Ioánnis Plakiotákis (en grec Ιωάννης Πλακιωτάκης), né le 10 juillet 1968 à Athènes, est un homme politique grec.
De 2019 à 2023, il est ministre de la Marine marchande et de la Politique insulaire.

## Biographie
Il est élu député en 2004 et réélu en 2007.
Il est nommé vice-ministre de la Défense nationale le 19 octobre 2007, dans le deuxième gouvernement de Kóstas Karamanlís. Il est réélu député en 2009, mai 2012, juin 2012 et janvier 2015 dans la circonscription du Lassithi.. Il devient vice-ministre de l'Emploi, de la Sécurité sociale et du Bien-être en juin 2012 dans le gouvernement d'Antónis Samarás.
Il est à partir du 1er février 2015, secrétaire général du groupe parlementaire de la ND. En septembre 2015, il est réélu député pour la 7e fois.
Il devient après la démission de Evángelos Meïmarákis en novembre 2015, le président par intérim de Nouvelle Démocratie et le chef de l'opposition jusqu'à l'élection du président du parti en 2015 et 2016.